# Michel de Saint Pierre
Pour les autres membres de la famille, voir Famille de Grosourdy de Saint-Pierre.
Michel de Grosourdy de Saint-Pierre (Blois, 12 février 1916 – Saint-Pierre-du-Val (Eure), 19 juin 1987), est un écrivain et journaliste français, résistant pendant la Seconde Guerre mondiale, puis engagé politiquement en faveur d'options catholiques traditionalistes et conservatrices.

## Biographie

### Jeunesse
Michel de Grosourdy de Saint-Pierre est issu d'une famille de la noblesse de Normandie. Il est le fils de Louis de Grosourdy de Saint-Pierre et d'Antoinette de Pechpeyrou Comminges de Guitaut. Il porte le titre de marquis dans la Noblesse pontificale.
Il est élève au collège Saint-Jean-de-Béthune à Versailles. Bachelier en philosophie, il étudie à la Faculté des lettres de Paris où il obtient une licence de lettres classiques. Il abandonne ensuite ses études pour devenir manœuvre aux ateliers métallurgiques des Chantiers de la Loire à Saint-Nazaire en 1934. Il s’engage ensuite dans la Marine en tant que matelot de pont.

### Œuvre
Il s'affirme progressivement comme écrivain, de nouvelles, de romans et d'essais. Il est en parallèle agent d'une maison d'import-export, brièvement, journaliste, dans des périodiques catholiques, et directeur de collections, aux éditions de la Table ronde où il assure aussi les fonctions d'agent littéraire, de conseiller et aussi d'administrateur,, et aux éditions France-Empire. 
Il obtient un premier prix littéraire en 1951, décerné par la Société des gens de lettres, pour son roman La Mer à boire. Son premier roman à succès, Les Aristocrates, est publié en 1954. Il peint avec finesse la vie d'une certaine noblesse française, tiraillée entre tradition et modernité, sens du devoir et aspiration à la liberté. Il reçoit en 1955 pour ce livre le grand prix du roman décerné par l'Académie française. Il sera adapté à l'écran par Denys de La Patellière. En 1961, il en écrit une suite, "Les Nouveaux Aristocrates", porté à l'écran par Francis Rigaud. 
En 1959, il adapte son roman Les écrivains pour le théâtre ; la pièce est jouée au théâtre des Mathurins. 
Romancier prolifique, Michel de Saint-Pierre est un fidèle ami d'Henry de Montherlant, à qui il est apparenté, et de Jean de La Varende avec lesquels il entretient une  correspondance soutenue. Ses œuvres, écrites dans un style vigoureux, empreint d'une vaste culture et de douce ironie, touchent aussi par la foi de leurs personnages, aux prises avec un monde qui semble perdre le sens de ses racines et de Dieu.
En 1975, dans Je reviendrai sur les ailes de l'aigle, il dénonce toute forme d'antisémitisme.
En 1977, il décrit, à travers le portrait de Monsieur de Charette, l'épopée des guerres de Vendée.
Léopold Sédar Senghor le cite en janvier 1983 parmi les écrivains normands représentant la « normanité », dont l'écriture pleine de ferveur est empreinte de spleen.
Ses œuvres comme Les Aristocrates, Les Nouveaux Aristocrates, Les Écrivains, La Mer à Boire, Le Milliardaire ou L'Accusée ont été adaptées à la télévision et au cinéma. Marquées par leur époque, celles-ci sont depuis relativement délaissées, peu d'entre elles ayant été rééditées depuis sa mort, survenue en 1987.

### Engagements

#### Engagements politiques
Il combat au début de la Seconde Guerre mondiale dans les forces navales, puis entre dans la Résistance. Il est décoré de la croix de guerre, de la médaille de la résistance avec rosette, de la croix du combattant volontaire et de la médaille militaire,.
Il est élu après la Libération conseiller municipal du 16e arrondissement de Paris.
Royaliste, il est chargé en 1947 de la direction, avec Jean Loisy et Pierre Longone, du Bulletin d'information des comités monarchistes, du comte de Paris Henri d'Orléans. Il collabore ensuite activement au Courrier français, de 1948 à 1950, puis, durant les années 1950, à La Nation française de Pierre Boutang et Michel Vivier,. 
C'est un partisan de l'Algérie française : il cosigne en 1960 le manifeste des intellectuels français pour la résistance à l'abandon, affirme la même année avec d'autres écrivains son engagement de « lutter par tous les moyens pour le maintien dans la République de l'Algérie, terre pleinement française » et appelle à voter non au référendum sur l'autodétermination en Algérie de janvier 1961.
Dans une conférence donnée en 1964 pour un dîner-débat du Centre d'études politiques et civiques, il affirme que « l’affaire algérienne » était « une honte et une infamie » et fait l’apologie des « 1 200 à 1 800 détenus politiques de l’Algérie française, embastillés pour crime d’amour et de fidélité ». Après l'indépendance de l'Algérie en 1962, il milite pour l'amnistie des partisans de l'Algérie française emprisonnés ; il publie ainsi en 1963 Plaidoyer pour l'amnistie et figure au comité de patronage du pèlerinage de Chartres « pour la réconciliation des Français » du 29 septembre 1963 organisé par le colonel Rémy. En 1967, il prend part à un meeting réclamant « l'amnistie totale et la réhabilitation totale », aux côtés de Jean-Louis Tixier-Vignancour.
Antigaulliste, il est candidat aux élections municipales de 1965 à Paris sous les auspices de Tixier-Vignancour, classé à l’extrême droite, mais sa liste ne franchit pas le premier tour. Il apporte publiquement son soutien à ce dernier lors de l’élection présidentielle de 1965, participant à ses meetings. Il appelle à voter pour le candidat de gauche, François Mitterrand, contre de Gaulle au second tour. Il prend ensuite la parole en 1967 dans un meeting de l'Alliance républicaine pour les libertés et le progrès, présidée par Tixier-Vignancour et collabore à son périodique, Alliance.
Depuis 1965, il est maire-adjoint de la commune de Saint-Pierre-du-Val (Eure), où se trouve son château.
Il est proche du Parti des forces nouvelles (PFN) dans la seconde moitié des années 1970. En janvier 1975, il signe aux côtés de la veuve du Maréchal Juin et de celle du Maréchal de Lattre de Tassigny, du colonel Rémy et de Maurice Druon, Thierry Maulnier, Jean Cau, Louis Pauwels, Michel Droit, François Brigneau et de trente-trois parlementaires, le Contre-appel des deux cents lancé par Joël Dupuy de Merri, un des dirigeants du PFN, pour s'opposer à la syndicalisation des militaires et à l'entrisme de l'extrême-gauche. À l'appel de Tixier-Vignancour et à l'instigation de Roland Gaucher, il accepte de mener la liste « Union pour l'eurodroite des patries » aux Élections européennes de 1979, qui rassemble le PFN et le Front national de Jean-Marie Le Pen, mais le projet échoue, faute de moyens financiers. Au dernier moment, le PFN présente seul une liste, menée par Tixier-Vignancour,,,,,. Michel de Saint Pierre fait paraître ensuite une tribune dans Le Monde pour déplorer pêle-mêle la rupture de l'union des mouvements d'extrême-droite, attaquer le gouvernement qui a décidé d'« élever à 5 % des suffrages exprimés la barrière en deçà de laquelle une liste ne pouvait avoir un seul élu » et de maintenir ce pourcentage pour le remboursement du coût de la campagne, ou encore alerter sur la dénatalité européenne en dénonçant la Loi Veil sur l'avortement et sur la nécessité d'une défense européenne face à l'URSS, souhaitant mettre en avant le fait que sa liste a « été la seule à promouvoir et à défendre, dans son programme (...) ces valeurs irremplaçables de l'Occident chrétien ».
Anticommuniste, il a collaboré au périodique Exil et liberté de l’Union pour la défense des peuples opprimés (UDPO, appelée à partir de novembre 1961 l’Internationale de la Liberté) du journaliste franco-russe Arsène de Goulévitch (alias François de Romainville). Il adhère également à la Ligue anticommuniste mondiale (World Anti-Communist League ou WACL), liée à la secte Moon, et devient l'ami de la militante anticommuniste Suzanne Labin, animatrice de la WACL en France. Comme elle, il est allé à Taïwan en 1975, où il a été reçu par le nouveau président, Yen Chia-kan. Il est le secrétaire général de la Conférence internationale sur la guerre des Soviets, fondée par Labin.
Cet ancien résistant est proche de l'Association pour défendre la mémoire du maréchal Pétain (ADMP) dans les années 1970 et 1980,. Membre de la LICRA, il ne cachera jamais son amitié pour Israël. 
En 1984, il fait partie du comité de soutien que le Front national met en place pour les élections européennes.

#### Les engagements politico-religieux d'un catholique traditionaliste
Sous l'Occupation, il participe jusqu'en 1943 à la rubrique des jeunes de l'hebdomadaire catholique et pétainiste Voix françaises, fondé à Bordeaux et dirigé par Paul Lesourd. Ce journal attaque les francs-maçons et les communistes. Il collabore aussi au périodique clandestin Témoignage chrétien, plus à gauche, où ses convictions tranchent avec celles des autres collaborateurs de ce journal. Il poursuit un temps sa collaboration après la guerre, tenant la rubrique cinématographique,. Il tient également cette rubrique dans la revue des jésuites, Études, jusqu'au début des années 1950.
Il devient un romancier catholique qui compte avec ses livres Bernadette et Lourdes (1953), Les murmures de Satan (1959) ou La vie prodigieuse du Curé d'Ars (1961). Au sein des éditions France-Empire de son ami Yvon Chotard, il crée et dirige une collection appelée « Catholique » à partir de 1959 et ce, durant 15 années. 
Défenseur de la messe traditionnelle, il se lance à partir des années 1960 avec vigueur dans les grands débats qui agitent le monde catholique et une société française en pleine transformation. 
Il fonde en 1963 avec Pierre Debray et préside le Club Albert Camus, vite rebaptisé Club de la culture française. Il est alors proche du penseur catholique contre-révolutionnaire Jean Ousset. Il signe ainsi en 1962 un appel en sa faveur, alors qu'il est attaqué par des clercs et des catholiques de gauche, dans le contexte de la guerre d'Algérie, aux côtés du maréchal Alphonse Juin, du général Maxime Weygand, du Colonel Rémy, d'Henri Massis ou du député « national » de Paris Édouard Frédéric-Dupont notamment. En mai 1964, il participe au premier congrès de la nouvelle organisation d'Ousset, à Sion en Suisse. Il y affirme son refus du dialogue avec les communistes, critique le « progressisme chrétien » et l'infiltration marxiste dans le monde catholique et y annonce la parution de son roman Les Nouveaux prêtres. 
Il participe ensuite aux congrès de Lausanne en 1966 et 1969. Il a aussi annoncé son roman lors du dîner-débat du CEPEC de février 1964, auquel il a été convié par son ami Yvon Chotard pour exposer les résultats de ses enquêtes sur la jeunesse. Son roman sera « le procès du progressisme », dit-il. Lors de la conférence, il dénigre « la contamination de l’enseignement par le virus communiste », « l’infiltration impudente et insidieuse du marxisme », s’indigne que Jean-Paul Sartre, qui selon lui « a déjà vécu beaucoup trop tard », soit au programme dans les établissements scolaires alors qu’en sont absents les représentants des grands courants de la pensée nationaliste, d'Édouard Drumont à Charles Maurras et Léon Daudet, de Maurice Barrès à Jacques Bainville. Les maîtres à penser de la jeunesse devraient être Georges Bernanos, Antoine de Saint-Exupéry, Albert Camus car « le pied-noir Albert Camus n’oubliait pas son Algérie », Henry de Montherlant et Robert Brasillach : « La jeunesse d’aujourd’hui n’a pas de chance : Robert Brasillach est mort. Il a donc fallu que l’on nous tuât ce penseur et ce poète ! ». Mais pas François Mauriac car il « est tombé au rang de thuriféraire » [du général de Gaulle] et se contente de « manier l’encensoir ».
Son roman parait en pleine période conciliaire. L'intrigue de son roman se déroule dans la « banlieue rouge » de Paris. Il dépeint un jeune prêtre traditionnel et mystique, Paul Delance, et deux prêtres modernes proches des communistes, qui portent le col roulé au lieu de la soutane et vendent les statues de l'église paroissiale, devenues inutiles à leurs yeux. Il met ainsi en scène le désarroi de certains catholiques surpris par les réformes liturgiques et pastorales de Vatican II. Son roman rencontre le succès et suscite des polémiques. Il est critiqué par un prêtre, l'abbé Michonneau, curé de Belleville, dans Témoignage chrétien : « Vous, Monsieur de Saint-Pierre, vous nous traitez de prêtres communistes mais c'est pour jeter nos plus authentiques entrailles sacerdotales à la curée des chiens, qui achèteront votre livre et s'en régaleront ». Il s'estime alors diffamé et un procès du directeur du périodique, Georges Montaron, a failli avoir lieu,. Il est aussi critiqué par Gilbert Cesbron ou Pierre-Henri Simon qui estime que son livre est « un défi à l'Église conciliaire pour rentrer dans le monde moderne en mettant à jour la formulation de sa doctrine et le style de sa pastorale ». 
Il se plaint ensuite d'être ostracisé par une partie de l'épiscopat et des institutions catholiques tout en correspondant avec des évêques français, leur reprochant d'appuyer les catholiques progressistes. Il critique des évêques dans divers journaux.
Le Club de la culture française, qu'il préside, organise des conférences à Paris, salle des horticulteurs, dans le VIIe. Il répète son refus du dialogue avec les marxistes, donne la parole à des catholiques de droite adversaires des catholiques de gauche, tels Gustave Thibon ou Louis Salleron, avec l’aide du Club du livre civique, lié à Jean Ousset. Ces conférences sont parfois houleuses. Il lance un « appel aux évêques » le 9 février 1965 avec Ousset et Jean Madiran, qui se heurte au « grand mur aveugle et sourd des bureaux et des comités de l"épiscopat »,,. 
Il collabore à des périodiques catholiques traditionalistes opposés aux communistes et aux catholiques de gauche, le magazine Le Monde et la vie d'André Giovanni et la revue Itinéraires de Madiran, critiqués par l'épiscopat en 1966 et qu'il défend. Il figure aussi au comité de rédaction de L'Homme nouveau de Marcel Clément. Il prend part à deux meetings à La Mutualité, en avril 1966 avec Ousset et Madiran et le 25 avril 1967. Cette dernière réunion est présidée par l’amiral Gabriel Auphan, avec comme autres orateurs Madiran, Ousset, Giovanni, Salleron et Marcel de Corte. Le meeting est destiné à démontrer qu’ils ne sont « ni des isolés dans la nation, ni des minoritaires dans l’Église », selon l’expression de Madiran. Auphan en souligne l’enjeu : « C’est toute la civilisation qui est menacée dans son esprit et dans ses structures ». 
Il publie ensuite des essais, Sainte Colère (1965) et Ces prêtres qui souffrent (1967), dénonçant les comportements de clercs et de laïcs engagés (« naturalisme, modernisme, esprit d'indiscipline à l'égard de Rome, agitation politico-religieuse, pratique de l'amalgame et de la dialectique, apostolat sélectif et défaut de charité, engagement dans un combat politico-social au mépris des tâches apostoliques, fureurs iconoclastes, extravagances liturgiques ») et « l'infiltration marxiste dans la France chrétienne ». Il participe de 1969 à 1977 au Rassemblement des Silencieux de l'Église de Pierre Debray, qui vitupèrent les dérives de l'Église post-conciliaire. En 1973, il dénonce dans son livre Églises en ruine, églises en péril l'état d'abandon de certaines églises en France et incite à leur conservation pour les traditions et le patrimoine français. Il préside par la suite l'association Credo, fondée en décembre 1974 et rassemblant des catholiques traditionalistes. Avec cette association et André Mignot, son secrétaire général, il publie en 1976 Les fumées de Satan, recueil de témoignages dénonçant les pratiques de clercs contraires à la tradition. Le conseil permanent de l'épiscopat déplore sa publication. L'association organise auparavant un pèlerinage à Lourdes en 1976, avec des conférences de Claude Adam, de l'Union des intellectuels indépendants, Gustave Thibon et Jacques Trémolet de Villers.
Il est alors proche de l'évêque traditionaliste Mgr Lefebvre, suspendu en juin 1975, et de son séminaire d'Écône, désavoué en mai 1975 : il a approuvé la création de ce séminaire et accompagné cet évêque à Rome en mai 1975 pour un pèlerinage au cours duquel est célébrée une messe traditionnelle désormais interdite et à l'automne 1975 Mgr Lefebvre préside le pèlerinage de l'association Credo à Lourdes,. Il cosigne le 9 août 1976 une lettre d'intellectuels français catholiques (avec Louis Salleron, Michel Droit, Jean Dutourd, Henri Sauguet, le colonel Rémy, Michel Ciry, Gustave Thibon) adressée au Pape Paul VI au sujet des sanctions prises contre Mgr Lefebvre et son séminaire, dans laquelle ils déclarent que les fidèles « ne reconnaissaient plus leur religion dans certaine liturgie et certaine pastorale nouvelles » ainsi que dans « le catéchisme qu'on enseigne maintenant à leurs enfants, dans le mépris de la morale élémentaire, dans les hérésies professées par des théologiens écoutés, dans la politisation de l'Évangile »,. Mais il reste finalement fidèle à Rome et ne rejoint pas les partisans de Mgr Lefebvre dans leur démarche. Il annonce dans L'Aurore en août 1976 qu'il « (n'ira) pas à Lille » assister à la messe du prélat suspendu. Et dit espérer « que la mansuétude et la compréhension l'emporteront du côté du Saint-Père sur la sévérité. Nous avons le droit de croire que Mgr Lefebvre saura faire désormais la distinction entre le concile – au sens où le pape entend ce mot – et les applications scandaleuses qui en ont été faites trop souvent ». 
En 1977, après une réticence initiale, il appuie l'occupation de l'église Saint-Nicolas-du-Chardonnet,.
Il collabore au journal Présent, fondé notamment par Jean Madiran en 1981. Après l'arrivée au pouvoir de François Mitterrand en 1981, il s'oppose au projet de créer un « grand service public unifié et laïc de l'éducation nationale » porté par la gauche et les organisations laïques et le ministre socialiste Alain Savary (Projet de loi Savary), en publiant en 1982 un pamphlet, Lettre ouverte aux assassins de l'école libre, avec l'aide d'Arnaud de Lassus, de l'Action Familiale et Scolaire, issue de la Cité catholique de Jean Ousset. Il veut « secouer » l'opinion publique catholique qu'il estime « chloroformée » et les évêques « anesthésiés » et montrer que les « hommes au pouvoir (...) sont des fanatiques destructeurs des valeurs que nous respectons ». Son livre est une charge contre les « socialo-communistes ».
Ce catholique traditionaliste ne remet pas en cause la liberté religieuse et n'est pas antisémite. Il a appartenu à l'Alliance France-Israël et à la Ligue contre le racisme et l'antisémitisme,,. Il a collaboré au périodique de la LICRA, Le droit de vivre ; le Mouvement contre le racisme et pour l'amitié entre les peuples (MRAP), proche des communistes, en a fait le reproche à la LICRA. Son roman Je reviendrai sur les ailes de l'aigle, paru en 1975, relate la vie d'un juif de 1934 à 1967, qui s'installe à Jérusalem ; son livre dénonce implicitement l'antisémitisme. 
Michel de Saint-Pierre était chevalier d'honneur et de dévotion de l'Ordre souverain de Malte.

### Fratrie
Son épouse Jacqueline est décédée le 1er août 2018 à 98 ans. Ils ont cinq enfants. Michel de Saint-Pierre est le père de la journaliste et femme de lettres Isaure de Saint Pierre. Ils participèrent ensemble en 1978 à l'émission Apostrophes de Bernard Pivot, sur le thème Ça ne sort pas de la famille. Il est le beau-frère de l'homme politique giscardien Michel Poniatowski.

## Œuvres

### Romans
- Ce Monde ancien, 1948, Calmann-Lévy
- La Mer à boire, 1951, Calmann-Lévy – Grand prix de la Société des gens de lettres
- Les Aristocrates, 1954, éditions de la Table Ronde – Grand prix du roman de l'Académie française et Prix de la sélection des libraires de France (1955). Cet ouvrage a fait l'objet d'un film de Denys de la Patellière, Les Aristocrates (1955), avec Pierre Fresnay[77].

- Les Écrivains, 1957, Calmann-Lévy
- Les Murmures de satan, 1959, Calmann-Lévy
- Les Nouveaux Aristocrates, 1960, Calmann-Lévy
- Dieu vous garde des femmes, 1961, Denoël – Grand prix de la Nouvelle
- Les Nouveaux Prêtres, 1964, La Table Ronde
- Le Milliardaire, 1970, Grasset
- L'Accusée, 1972, Grasset
- Églises en ruine, églises en péril, 1973, Plon
- Je reviendrai sur les ailes de l'aigle, 1975, La Table ronde
- La Passion de l'abbé Delance, 1978, La Table Ronde
- Laurent, 1980, Grasset
- Docteur Erikson, 1982, Grasset
- Le Double Crime de l'Impasse Salomon, 1984, Plon
- La Source et la Mer, 1986, La Table Ronde
- Les Cavaliers du Veld, 1986, Albin Michel
- Le Milieu de l'été, 1987, Albin Michel

### Essais
- Vagabondages, 1938, Aubanel
- Contes pour les sceptiques, 1945, Henri Lefebvre
- Montherlant, bourreau de soi-même !, 1949, Gallimard
- Bernadette et Lourdes, 1953, La Table Ronde, nouveau tirage février 1958 – Prix Montyon 1954 de l'Académie française

- Trésor de la Turquie (avec Robert Mantran), 1959, Arthaud
- Monsieur Vincent, 1960, Castermann[78]
- La Nouvelle Race, 1961, La Table Ronde
- La Vie prodigieuse du curé d'Ars, 1961, Gallimard
- L'École de la violence, 1962, La Table Ronde
- La Côte normande, 1963, La Table Ronde
- Plaidoyer pour l'amnistie, 1963, L'Esprit Nouveau
- Sainte colère, 1965, la Table Ronde
- Ces prêtres qui souffrent, 1966, La Table Ronde
- J'étais à Fatima, 1967, La Table Ronde
- Le Drame des Romanov, 1967, deux tomes, Robert Laffont
- La Jeunesse et l'Amour, 1970, Plon
- Monsieur de Charette, chevalier du Roi, 1977, La Table Ronde – prix du Nouveau Cercle
- Lettre ouverte aux assassins de l'école libre, 1982, Albin Michel
- Sous le soleil de Dieu, Plon, 1984

### Théâtre
- 1959 : Les Écrivains (en collaboration avec Pierre de Calan), comédie en trois actes créée au Théâtre des Mathurins, mise en scène de Raymond Gérôme (texte de la pièce publié aux éditions Bernard Grasset)

### Cinéma
- 1948 : Les souvenirs ne sont pas à vendre, film de Robert Hennion (co-scénariste)
- 1961 : Les Nouveaux Aristocrates, film de Francis Rigaud (dialoguiste)

### Préface
- À l’Affût du Rayon vert, recueil de poèmes d’Olivier Kervella

## Œuvres adaptées à l'écran
- 1955 : Les Aristocrates, film de Denys de La Patellière avec Pierre Fresnay, Brigitte Auber, François Guérin et Georges Descrières
- 1961 : Les Nouveaux Aristocrates, film de Francis Rigaud avec Paul Meurisse, Maria Mauban, Michel Galabru et Mireille Darc
- 1973 : Les Écrivains, téléfilm de Robert Guez avec Pierre Fresnay, Jean Barney, Sylvie Milhaud, Yvonne Clech et Nicole Maurey
- 1974 : L'Accusée, feuilleton télévisé de Pierre Goutas avec François Perrot, Anne Saint-Mor, Bruno Pradal et Catherine Lafond
- 1976 : Le Milliardaire téléfilm de Robert Guez avec Renaud Mary, Odile Versois, Marie-Georges Pascal et Jacques Monod

## Distinctions
- Médaille militaire
- Croix de guerre 1939–1945
- Médaille de la Résistance française, avec rosette
- Croix du combattant volontaire de la guerre de 1939–1945

## Sources et bibliographie
- Denise Bourdet, Michel de Saint-Pierre, in Brèves rencontres, Paris, Grasset, 1963
- Jean Paulhac, Michel de Saint Pierre, La Table ronde, 1972
- Jean de La Varende, Lettres à Michel de Saint Pierre, Éditions Hervé-Anglard, 1983
- Collectif et Jacqueline de Saint Pierre (dir.), Michel de Saint Pierre: témoin de son temps, Luneray, Bertout, 1997, 268 p. (ISBN 978-2-867-43284-2, OCLC 465691382)
- Les papiers personnels de Michel de Saint-Pierre sont conservés aux Archives nationales sous la cote 664AP[79].